# Tangellamudi
Tangellamudi es una ciudad censal situada en el distrito de Godavari Oeste en el estado de Andhra Pradesh (India). Su población es de 8250 habitantes (2011). Se encuentra a 62 km de Vijayawada y a 3 km de Eluru.

## Demografía
Según el censo de 2011 la población de Tangellamudi era de 5443 habitantes, de los cuales 4082 eran hombres y 4168 eran mujeres. Tangellamudi tiene una tasa media de alfabetización del 79,80%, superior a la media estatal del 67,02%: la alfabetización masculina es del 83,96%, y la alfabetización femenina del 75,97%.